# Giuseppe Longhi
Giuseppe Longhi, né le 13 octobre 1766 à Monza et mort le 2 janvier 1831  à Milan, est un peintre et graveur italien de la fin du XVIIIe siècle et du début du XIXe siècle.

## Biographie
Né le 13 octobre 1766 à Monza de Carlo Francesco, marchand de soie, et de Cecilia Caronni, Giuseppe Longhi commence ses études au séminaire, tout d’abord à Bergame, puis à Monza et à Milan. Parmi ses professeurs, Antonio Mussi, futur recteur de Biblioteca Ambrosiana, note la précocité de Longhi dans l’art du dessin. En 1786, à la fin de ses études en sciences humaines, Longhi décide de se consacrer à l’apprentissage de la technique de la gravure sur cuivre.
Quelques années plus tard, en 1790, à L'Académie de Brera la Scuola d’incisione est ouverte sous la direction de Vincenzo Vangelisti. L'école est dotée des bourses d'études, Longhi en bénéficie, ce qui lui permet de devenir économiquement indépendant et de rejoindre à Milan Andrea Appiani qui s'y installe également. Giocondo Albertolli, professeur de l'Académie, commande au jeune étudiant une gravure au burin. À la fin de cette année, il part à Rome pour un voyage d'étude et fréquente Raphaël Morghen. Il effectue également des études d'anatomie sous la direction d'un chirurgien de l'hôpital de Santo Spirito. De retour à Milan, il travaille à améliorer et à innover la technique et les outils de l'art de la gravure.
Il a atteint une réelle maîtrise technique et se voit récompensé par des prix décernés par des municipalités.
Il étudie avec soin la manière de Rembrandt se concentrant en particulier sur l’utilisation de différentes techniques, l’eau-forte, le burin et la pointe sèche, sur la même plaque. Il se consacre aussi assidûment au dessin et aux portraits miniatures qui lui offrent un certain succès et l’aisance financière.
En 1796, il rencontre personnellement Napoléon Bonaparte et il exécute la gravure d’après le portrait de Napoléon par le peintre Gros commémorant la bataille d'Arcole. Du fait de la réputation acquise grâce à ce portrait, il obtient la chaire de gravure à Milan, ce qui lui offre un nouvel élan.
En 1801, il fait partie des Comizi di Lione convoqué par le Premier Consul Bonaparte. L'année suivante, il part à Paris en compagnie de Giuseppe Bossi et Francesco Rosaspina. Durant ce séjour de deux mois, il prend contact avec des artistes reconnus tels que David, Gérard, Gros et le graveur Wille.
Lors du séjour de Napoléon à Milan pour son couronnement comme roi d'Italie, Longhi est chargé de graver les six premières parties des Fastes qu’Appiani avait entre-temps peintes au Palais Royal. En 1806 également, il exécute un  portrait de petites dimensions de Napoléon représenté de profil, d’après un dessin au naturel exécuté pendant son séjour à Lyon, et qui sera placé en frontispice du Code civil italien la même année.
La qualité de son travail permet à l’artiste de recevoir de nombreuses commandes. Malgré la charge de travail, il se consacre à des ouvrages de sa création, ainsi en 1813 il termine le cuivre de Galatée sur lequel il travaillait depuis de nombreuses années. Entre 1818 et 1819, il se consacre exclusivement à la gravure du Mariage de la Vierge qu’il achève en 1820.
Son intérêt se porte alors à la gravure des œuvres de Raphaël et de Léonard de Vinci. En hommage à son maître et ami, Andrea Appiani, il grave l’autoportrait que l'artiste avait peint à l'huile quelques années auparavant.
Durant les dernières années de sa vie, il se consacre à l’ambitieux projet de la réalisation des plaques du Jugement dernier d’après Michel-Ange, travail pour lequel il ne subsiste que quelques éléments gravés.
Parmi ses nombreux élèves, beaucoup se sont distingués dans l'art de la gravure. Il a laissé de nombreux écrits, le plus important étant le traité L'art de la gravure en creux qui influent sur le cuivre (1830).
Il meurt le 2 janvier 1831, à Milan, des suites d’un accident vasculaire cérébral. Ses funérailles ont lieu dans l'église de San Fedele où, représentant l'Académie de Brera, les artistes Longhena et Fumagalli liront l’éloge funèbre.

## Œuvres
- Vierge et l'Enfant, par Parmigianino ( 1785 )
- Étude de  tête d'aigle, par Albertolli (1792, sa première œuvre publiée)
- Le Génie de la musique, par Guido Reni ( 1794 )
- Portrait d'un Turc, par Rembrandt
- Portrait de l'Éthiopie, par Rubens
- Napoléon à la bataille d'Arcole, par Gros
- Le Triomphe de Scipion
- Madone, par Carlo Dolci
- Déposition, par Daniele Crespi
- Portrait de Napoléon Ier (1806)
- Les Fastes (1806)
- Décollation de saint Jean-Baptiste  par Gerrit Dou
- Marie-Madeleine, par Correggio
- Napoléon roi d'Italie
- Néerlandaise bourgmestre, par Rembrandt (1811)
- Portrait de Beauharnais E., par Gérard (1813)
- Galatea, par Francesco Albani (1813)
- Pan et Syrinx
- Portrait de Rembrandt (1815)
- Portrait de George Washington
- Le Mariage de la Vierge, par Raphaël (1820)
- Portrait de Vincenzo Monti
- Portrait de Charles Gate (1821)
- Les Délices maternelles, par Laurent
- Portrait d'une Dame Burghersh (1822)
- Notre Dame du Lac, par Marco d'Oggiono (1824)
- Portrait Andrea Appiani (1826)
- Le Vieil Aveugle, par Rembrandt (1828)
- Saint Jérôme
- Notre-Dame du voile, par Raphaël.

Les collections principales de ses œuvres sont aux musées de Monza et à la Collection Bertarelli de Milan.

## Ses élèves
- Pietro Anderloni
- Michele Bisi
- Filippo Caporali
- Paolo Caronni
- Giovita Garavaglia
- Ludwig Gruner
- Samuele Jesi
- Ernesta Legnani Bisi
- Giuseppe Marri

## Expositions
- Giuseppe Longhi et Raphaël Morghen, gravure néoclassique traduction 1780-1840, Arengario Monza, avril -mai 2010